# Microbregma
Microbregma — род жесткокрылых насекомых семейства точильщиков. В ископаемом состоянии известен из балтийского янтаря.

## Описание
Горб переднеспинки с выемкой посередине. Третий видимый стернит брюшка в полтора раза шире четвёртого стернита.

## Систематика
В составе рода:
- Microbregma emarginatum (Duftschmid, 1825)
- †Microbregma sucinoemarginatus Kuska, 1992